# Сасово (Береговский район)
Са́сово (укр. Сасово) — село в Королёвской поселковой общине Береговского района Закарпатской области Украины.
Население по переписи 2001 года составляло 2281 человек. Почтовый индекс — 90360. Телефонный код — 03143. Занимает площадь 6,32 км². Код КОАТУУ — 2121284701.